# Marcin Mąka
Marcin Mąka (* 7. Juli 1985) ist ein ehemaliger polnischer Nordischer Kombinierer.

## Werdegang
Mąka, der für TS Wisła Zakopane startete, nahm 2002 an den Skisprungwettbewerben der Nordischen Junioren-Skiweltmeisterschaften in Schonach teil. Sowohl mit dem Team als Vierzehnter als auch im Einzel als 62. landete er weit abgeschlagen auf den hinteren Rängen. Ähnlich erging es ihm Anfang Februar in Zakopane bei seinem Debüt im Skisprung-Continental-Cup, bei dem er zweimal die Punkteränge deutlich verpasste. In den darauffolgenden Jahren verfolgte er daher eine Karriere als Nordischer Kombinierer.
Am 6. Februar 2005 debütierte Mąka im B-Weltcup, konnte jedoch zunächst keine Punkte gewinnen. Dennoch startete er im August 2006 im Grand Prix sowie im Februar 2007 im Weltcup, wo er sich aber jeweils deutlich hinter den Punkterängen wiederfand. Beim Hurricane Sprint im finnischen Vuokatti Mitte Dezember 2007 holte er seine ersten B-Weltcup-Punkte. Im weiteren Saisonverlauf gelang ihm häufiger der Sprung in die Punkteplätze, wobei sein bestes Resultat der zehnte Platz beim Hurricane Sprint in Hakuba darstellte. Auch im Grand Prix 2007 konnte Mąka nun bei einem Einzelwettkampf Punkte gewinnen.
In den folgenden Jahren erreichte Mąka vereinzelt eine Platzierung unter den besten Dreißig im Continental-Cup, versuchte sich allerdings auch immer wieder erfolglos im Weltcup. Einzig gemeinsam mit Tomasz Pochwała, Paweł Słowiok und Adam Cieślar konnte er im Team mit dem achten Rang im März 2010 in Schonach ein beachtliches Ergebnis erzielen. Deutlich erfolgreicher war er auf nationaler Ebene, wo er bei den polnischen Meisterschaften viermal den Titel gewinnen konnte. Nach der Saison 2009/10 beendete er seine Karriere.

## Statistik

### Grand-Prix-Platzierungen
| Saison | Platz | Punkte |
| ------ | ----- | ------ |
| 2007   | 29.   | 005    |
| 2008   | 32.   | 014    |

### Continental-Cup-Platzierungen
| Saison  | Platz | Punkte |
| ------- | ----- | ------ |
| 2007/08 | 31.   | 128    |
| 2008/09 | 42.   | 130    |
| 2009/10 | 57.   | 054    |